# Équipe d'Algérie masculine de handball au Championnat du monde 2001
L'équipe d'Algérie masculine de handball au Championnat du monde 2001 participe à ses 8e Championnat du monde lors de cette édition 2001 qui se tient en France du 23 janvier au 4 février 2001.
Battue en huitièmes de finale par l'Égypte, l'Algérie termine à la 13e place de la compétition.

## Effectif
| Sélectionneur | Sélectionneur        | Salah Bouchekriou | Salah Bouchekriou | Salah Bouchekriou | Salah Bouchekriou       |
| N°            | Nom                  | Date de naissance | Taille / Poids    | Sél. (buts)       | Club                    |
|               |                      |                   |                   |                   |                         |
|               | Karim El-Mahouab     | 18 octobre 1966   | 1,90 m / 85 kg    | 100               | US Saintes HB           |
|               | Toufik Hakem         | 1972              | 1,85 m / 80 kg    | 180               | MC Alger                |
|               | Samir Helal          | 15 février 1971   | 1,82 m / 76 kg    | 80                | MC Alger                |
|               | Abdelghani Loukil    | 1973              | 1,90 m / 82 kg    | 160               | MC Alger                |
|               | Redouane Saidi       | 1979              | 1,79 m / 80 kg    | 15                | US Biskra               |
|               | Sofiane Lamali       | 31 janvier 1974   | 1,88 m / 90 kg    | 95                | Angers Noyant Handball  |
|               | Tahar Labane         | 2 septembre 1977  | 1,92 m / 85 kg    | 70                | Istres OPH              |
|               | Yazid Akchiche       | 1973              | 1,87 m / 85 kg    | 40                | MC Alger                |
|               | Achour Hasni         | 1972              | 1,90 m / 86 kg    | 120               | OC Alger                |
|               | Salim Nedjel         | 5 juin 1972       | 1,90 m / 90 kg    | 60                | AC Boulogne-Billancourt |
|               | Abdérazak Hamad      | 25 juin 1975      | 1,80 m / 75 kg    | 100               | MC Alger                |
|               | Saïd Bourenane       | 1974              | 1,88 m / 83 kg    | 19                | OC Alger                |
|               | Rabah Gherbi         | 3 septembre 1970  | 1,90 m / 88 kg    | 90                | Angers Noyant Handball  |
|               | Redouane Aouachria   | 1969              | 1,76 m / 78 kg    | 120               | Villeneuve d'Ascq       |
|               | Abdeldjalil Bouanani | 1966              | 1,88 m / 89 kg    | 120               | OC Alger                |
|               | Hichem Boudrali      | 29 octobre 1977   | 1,88 m / 95 kg    | 35                | OC Alger                |

## Résultats

### Phase de groupe
| Groupe B (Nantes) |             |     |   |   |   |   |     |     |      |     |
|                   | Équipe      | Pts | J | G | N | P | BP  | BC  | Diff | Dép |
| 1                 | France      | 10  | 5 | 5 | 0 | 0 | 132 | 85  | 47   |     |
| 2                 | Yougoslavie | 8   | 5 | 4 | 0 | 1 | 146 | 89  | 57   |     |
| 3                 | Algérie     | 5   | 5 | 2 | 1 | 2 | 107 | 102 | 5    |     |
| 4                 | Argentine   | 5   | 5 | 2 | 1 | 2 | 94  | 118 | -24  |     |
| 5                 | Brésil      | 2   | 5 | 1 | 0 | 4 | 108 | 124 | -16  |     |
| 6                 | Koweït      | 0   | 5 | 0 | 0 | 5 | 76  | 145 | -69  |     |

| 23 janvier | France    | 23 | 13 | Algérie     |
| 24 janvier | Algérie   | 20 | 23 | Yougoslavie |
| 25 janvier | Koweït    | 13 | 26 | Algérie     |
| 27 janvier | Argentine | 23 | 23 | Algérie     |
| 28 janvier | Algérie   | 25 | 20 | Brésil      |

#### Défaite face la France
| 23 janvier 2001 18:00 CET | France           | 23 – 13 | Algérie  | Palais des sports de Beaulieu, Nantes Affluence : 4 400 Arbitrage : Svein Olav Oie, Bjorn Hogsnes |
| 23 janvier 2001 18:00 CET | Abati, B.Gille 5 | (10–4)  | Labane 6 | Palais des sports de Beaulieu, Nantes Affluence : 4 400 Arbitrage : Svein Olav Oie, Bjorn Hogsnes |
| 23 janvier 2001 18:00 CET | Statistiques     |         |          | Palais des sports de Beaulieu, Nantes Affluence : 4 400 Arbitrage : Svein Olav Oie, Bjorn Hogsnes |

| France                         |    |                    |      |  |
|                                |    |                    |      |  |
| G                              | 1  | Christian Gaudin   | 6/15 |  |
| G                              | 12 | Bruno Martini      | 4/8  |  |
| ARG                            | 2  | Jérôme Fernandez   | 0/6  |  |
| DC                             | 5  | Guillaume Gille    | 3/5  |  |
| P                              | 6  | Bertrand Gille     | 5/8  |  |
| ALD                            | 9  | Gregory Anquetil   | 3/4  |  |
| ALG                            | 10 | Andrej Golić       | 2/3  |  |
| P                              | 13 | Laurent Puigsegur  | 1/2  |  |
| DC                             | 17 | Jackson Richardson | 3/4  |  |
| ALD                            | 18 | Joël Abati         | 5/5  |  |
| ARD                            | 19 | Patrick Cazal      | 1/2  |  |
| Entraîneur : Daniel Costantini |    |                    |      |  |

| France | Statistiques   | Algérie |
| ------ | -------------- | ------- |
| 23/39  | Buts marqués   | 13/35   |
| 59,0 % | % réussite     | 37,1 %  |
| 3/3    | Jets de 7m     | 1/3     |
| min    | Suspensions    | min     |
|        | Cartons jaunes |         |
| 0      | Cartons rouges | 0       |
| 10/23  | Arrêts         | 9/32    |
| 43,5 % | % d'arrêts     | 28,1 %  |

| Algérie                        |   |                      |      |  |
|                                |   |                      |      |  |
| G                              | ? | Toufik Hakem         | 9/29 |  |
| G                              | ? | Samir Helal          | 0/3  |  |
| ?                              | ? | Abdelghani Loukil    | 1/2  |  |
| ?                              | ? | Redouane Saidi       | 0/0  |  |
| ARG                            | ? | Tahar Labane         | 6/17 |  |
| ARD                            | ? | Salim Nedjel         | 2/8  |  |
| P                              | ? | Abdérazak Hamad      | 4/5  |  |
| ?                              | ? | Saïd Bourenane       | 0/0  |  |
| DC                             | ? | Rabah Gherbi         | 0/2  |  |
| DC                             | ? | Redouane Aouachria   | 0/0  |  |
| P                              | ? | Abdeldjalil Bouanani | 0/1  |  |
| Entraîneur : Salah Bouchekriou |   |                      |      |  |

#### Défaite face à la RF Yougoslavie
| 24 janvier 2001 20:00 CET | Algérie      | 20 – 23 | RF Yougoslavie | Palais des sports de Beaulieu, Nantes Affluence : 5 000 Arbitrage : Valentyn Vakula, Aleksandr Liudovyk |
| 24 janvier 2001 20:00 CET | Nedjel 7     | (–)     | Jovanović 5    | Palais des sports de Beaulieu, Nantes Affluence : 5 000 Arbitrage : Valentyn Vakula, Aleksandr Liudovyk |
| 24 janvier 2001 20:00 CET | Statistiques |         |                | Palais des sports de Beaulieu, Nantes Affluence : 5 000 Arbitrage : Valentyn Vakula, Aleksandr Liudovyk |

#### Victoire face au Koweït
| 25 janvier 2001 16:00 CET | Koweït                   | 13 – 26 | Algérie     | Palais des sports de Beaulieu, Nantes Affluence : 4 010 Arbitrage : Svein Olav Oie, Bjorn Hogsne |
| 25 janvier 2001 16:00 CET | S. Alenezi, M. Alenezi 4 | (3–13)  | Bourenane 6 | Palais des sports de Beaulieu, Nantes Affluence : 4 010 Arbitrage : Svein Olav Oie, Bjorn Hogsne |
| 25 janvier 2001 16:00 CET | Statistiques             |         |             | Palais des sports de Beaulieu, Nantes Affluence : 4 010 Arbitrage : Svein Olav Oie, Bjorn Hogsne |

#### Match nul face à l'Argentine
| 27 janvier 2001 14:00 CET | Argentine     | 23 – 23 | Algérie  | Palais des sports de Beaulieu, Nantes Affluence : 5 000 Arbitrage : Valentyn Vakula, Aleksandr Liudovyk |
| 27 janvier 2001 14:00 CET | Cruz Guerra 6 | (8–11)  | Nedjel 8 | Palais des sports de Beaulieu, Nantes Affluence : 5 000 Arbitrage : Valentyn Vakula, Aleksandr Liudovyk |
| 27 janvier 2001 14:00 CET | Statistiques  |         |          | Palais des sports de Beaulieu, Nantes Affluence : 5 000 Arbitrage : Valentyn Vakula, Aleksandr Liudovyk |

#### Victoire face au Brésil
| 28 janvier 2001 CET | Algérie      | 25 – 20 | Brésil | Palais des sports de Beaulieu, Nantes Affluence : 4 000 Arbitrage : Valentyn Vakula, Aleksandr Liudovyk |
| 28 janvier 2001 CET | (–)          |         |        | Palais des sports de Beaulieu, Nantes Affluence : 4 000 Arbitrage : Valentyn Vakula, Aleksandr Liudovyk |
| 28 janvier 2001 CET | Statistiques |         |        | Palais des sports de Beaulieu, Nantes Affluence : 4 000 Arbitrage : Valentyn Vakula, Aleksandr Liudovyk |

### Phase finale

#### Huitième de finale
| 31 janvier 2001 17h30 CET | Algérie      | 21 – 24 | Égypte | Galaxie, Amnéville Arbitrage : |
| 31 janvier 2001 17h30 CET | (8–12)       |         |        | Galaxie, Amnéville Arbitrage : |
| 31 janvier 2001 17h30 CET | Statistiques |         |        | Galaxie, Amnéville Arbitrage : |

## Meilleurs buteurs
Avec 41 buts marqués, Salim Nedjel est le 8e meilleur buteur de la compétition.

## Navigation